# Wu Jingyu
Wu Jingyu (n. 1 februarie 1987, Jingdezhen⁠(d), Republica Populară Chineză) este o sportivă ce a reprezentat Republica Populară Chineză, medaliată olimpică. A participat la 4 ediții ale Jocurilor Olimpice (2008, 2012, 2016, 2020) în care a câștigat două medalii de aur.